# Tephrocactus bonnieae
Tephrocactus bonnieae ist eine Pflanzenart der Gattung Tephrocactus aus der Familie der Kakteengewächse (Cactaceae). Das Artepitheton bonnieae ehrt die Entdeckerin Bonnie Brunkow.

## Beschreibung
Tephrocactus bonnieae wächst als kleiner Geophyt und erreicht einen Durchmesser von bis zu 15 Zentimeter. Die dicke Pfahlwurzel ist verzweigt und verkehrt konisch ausgebildet. Die verkehrt konischen, kugeligen oder zylindrischen Triebsegmente sind festfleischig und an der Basis breit verwachsen. Sie sind als junge Triebe blaugrün und färben sich später aschgrau. Die Segmente werden 1,2 bis 2,5 Zentimeter im Durchmesser und sind mit niedrigen, flachen und durch mit Furchen getrennten Höckern besetzt. Die kleinen und kreisrunden Areolen tragen 9 bis 20 eng anliegende Dornen. Sie sind ausstrahlend und mehr oder weniger rosa bis dunkel gefärbt. Später werden die Dornen weiß oder grau. Sie erreichen eine Länge von 0,1 bis 0,4 Zentimeter.
Die rosaweißen bis hellrosa farbenen Blüten erreichen einen Durchmesser von 3 bis 4 Zentimeter. Das Perikarpell besitzt nur wenige Areolen und ist entweder nackt oder trägt am oberen Rand einige wenige borstenartige Dornen, welche bis 0,3 Zentimeter lang werden. Die kreiselförmigen bis breit verkehrt eiförmigen Früchte sind dünnwandig, weichfleischig und auftrocknend. Sie werden 1 bis 1,5 Zentimeter lang.

## Verbreitung, Systematik und Gefährdung
Tephrocactus bonnieae ist in Nord-Argentinien in der Provinz Catamarca und dort im Departamento Tinogasta auf trockenen Schotterhängen und -ebenen in Höhenlagen von 2000 bis 2500 Metern verbreitet.
Die Erstbeschreibung als Puna bonnieae erfolgte 1997 durch David J. Ferguson und Roberto Kiesling. Stuppy stellte die Art 2001 in die Gattung Tephrocactus. Weitere nomenklatorische Synonyme sind Maihueniopsis bonnieae (D.J.Ferguson & R.Kiesling) E.F.Anderson (1999) und Opuntia bonnieae (D.J.Ferguson & R.Kiesling) Halda & Janeba (1999).
Die Art wurde in der Roten Liste gefährdeter Arten der IUCN von 2002 als „Endangered (EN)“, d. h. als bedroht, eingestuft. Bei der Neubearbeitung der Liste 2013 wurde die Einstufung beibehalten. Das Verbreitungsgebiet der Art umfasst nur etwa 20 km² mit fünf bekannten Standorten. Zusätzlich verringert sich die Anzahl der fortpflanzungsfähigen Pflanzen durch das Absammeln. Die Entwicklung der Population wird als abnehmend angesehen.

## Nachweise